# Francesco Mazzei (architetto)
Francesco Mazzei (Firenze, 1806 – 16 dicembre 1869) è stato un architetto italiano.

## Biografia
Nato a Firenze nel 1806, terzo figlio di Mattias Mazzei e fratello minore dei giuristi Jacopo e Antonio, Francesco Mazzei si iscrisse all'Accademia di belle arti di Firenze, dove si diplomò nel 1825 a diciannove anni. Nominato aspirante al Corpo degli ingegneri, entrò nella Soprintendenza alla conservazione del catasto e al corpo di acque e strade di recente istituzione e lavorò presso la sede di Empoli dal 1830 al 1833.
Nel 1834 fu destinato a Volterra, con la qualifica di ingegnere di quinta, dove si occupò della riorganizzazione delle saline, curò la trasformazione della fortezza medicea in penitenziario, operò il restauro della cattedrale e del Palazzo dei Priori, progetto quest'ultimo di particolare impegno e avviato già da alcuni anni senza esito. Nel 1839 presentò all'amministrazione volterrana il suo progetto di ricostruzione totale della facciata secondo lo "stile gotico": così si venne elaborando l'aspetto medievale della città secondo l'idea di architettura medievale del Mazzei.
Nel 1849, il Mazzei tornò a Firenze con la nomina di architetto delle Regie Fabbriche e venne destinato alla cura dei monumenti del governo, fra i quali figuravano il fabbricato degli Uffizi, il penitenziario dell'Ambrogiana, il Palazzo Pretorio con i suoi annessi, il Palazzo Medici Riccardi e la villa di Cafaggiolo. Fra i suoi interventi si ricordano il prolungamento della scalone degli Uffizi (1852) e la riduzione ad aula della Corte Regia dell'antico salone del Teatro Mediceo occupato nel 1848 dalla Camera dei deputati toscani. Nel 1853 si occupò della sistemazione dell'antico ospedale di San Matteo in piazza San Marco per ospitare i nuovi locali dell'Accademia di belle arti.
Dopo alcuni interventi nel palazzo del Bargello nel 1857, gli fu affidato il restauro completo dell'edificio, incarico che lo occupò a varie riprese fino al 1865. In questi anni partecipò attivamente al dibattito sulla costituzione del Museo Nazionale, anche nella veste di consulente per il comitato appositamente istituito, e all'allestimento delle mostre per il centenario di Dante (1865). Nel 1863 fu nominato ingegnere capo del Regio genio civile. Nell'ambito degli interventi architettonici ed urbanistici per l'elezione di Firenze a capitale del Regno, si occupò della trasformazione dell'Istituto della Santissima Annunziata di via della Scala in Ministero dei lavori pubblici, del Palazzo Cepparello in Ministero di grazia e giustizia, del Palazzo Nonfinito in sede del Consiglio di Stato, del Palazzo Medici Riccardi in Ministero dell'interno.
Fra i restauri si ricordano anche gli interventi nel duomo di Arezzo, nel convento di San Marco e nella chiesa di Orsanmichele a Firenze. Fu inoltre cavaliere dell'Ordine di San Giuseppe, accademico residente dal Collegio dei professori della Reale Accademia di belle arti di Firenze, commendatore dell'Ordine dei Santi Maurizio e Lazzaro.
Morì il 16 dicembre 1869, lasciando incompiuti gli interventi di restauro nella basilica di Santa Croce a Firenze.